# Tiếng Kujargé
Tiếng Kujargé được nói ở bảy ngôi làng ở phía đông Tchad gần Jebel Mirra (11°45′B 22°15′Đ / 11,75°B 22,25°Đ), và tại các ngôi làng nằm rải rác dọc theo hạ lưu Wadi Salih và Wadi Azum ở Darfur, Sudan. Ước tính có khoảng 1.000 người nói (tính đến năm 1983).

## Bối cảnh
Cái tên Kujargé (cũng được đánh vần là Kujarke) có nguồn gốc từ từ tiếng Ả Rập Sudan كجور(kujur, "thầy phù thủy"), do người Kujarke nổi tiếng nhờ việc thực hành phép thuật phù thủy trong số những người Sinyar.
Những người nói tiếng này được cho là sống chủ yếu bằng săn bắn và hái lượm do khí hậu, địa hình và nguồn cung cấp nước theo mùa không ổn định của khu vực Dar Fongoro, không thích hợp cho thâm canh nông nghiệp và chăn nuôi. Mật ong là một trong những thực phẩm chính của họ có được thông qua việc tìm kiếm thức ăn.
Người Kujarge tự gọi mình là Kujartenin Debiya. Sống xung quanh họ là người Daju-Galfigé ở phía tây, người Sinyar ở phía bắc và người Fur-Dalinga, Fongoro, Formono và Runga ở phía đông và nam. Trong lịch sử, họ từng được cai trị bởi các vị vua Daju và có thể là nô lệ của người Daju.
Ngoài ra, Lebeuf (1959) cho biết rằng người Daju Nyala gọi người Darfur Birgid là Kajargé.

## Phân loại
Tiếng Kujarge là một ngôn ngữ chưa phân loại. Người ta duy biết đến nó từ một danh sách 200 từ. Trong danh sách có những từ gốc ngữ tộc Cushit, nhưng đại từ và số đếm thấp trông rất phi Tchad. Blench (2008) nhận thấy phần từ vựng cơ bản dường như mang gốc Cushit, suy đoán rằng có lẽ tiếng Kujarge là một ngôn ngữ nguyên thủy, chuyển tiếp giữa nhóm Tchad và nhóm Cushit.
Ngôn ngữ này được Paul Newman xếp vào phân nhóm Mubi của ngữ tộc Tchad; tuy vậy, Lionel Bender cho rằng nó nên tiếp tục được nhìn nhận là ngôn ngữ chưa phân loại. Newman có lẽ đã lẫn lộn tiếng Kujargé với tiếng Birgit, một ngôn ngữ Mubi lân cận cũng có tên là "Kujarge".
Hơn nữa, có một lượng lớn từ vựng chưa được xác định nguồn gốc; có lẽ đây là một ngôn ngữ tách biệt được một số ngôn ngữ Cushit và Tchad nào đó ảnh hưởng nặng.
Blažek (2013) có ý chứng tỏ rằng Kujarge là một ngôn ngữ Đông Tchad.

## Âm vị học
Dựa trên một danh sách từ đã có, các phụ âm là:
|           |               | Đôi môi | Chân răng | Vòm | Ngạc mềm |
| --------- | ------------- | ------- | --------- | --- | -------- |
| Tắc       | thường        | b       | t d       | ɟ   | k ɡ      |
| Tắc       | mũi hóa trước | mb      | nd        | ɲɟ  | ŋɡ       |
| Tắc       | khép          | ɓ       | ɗ         |     |          |
| Xát       | Xát           | f       | s         | ʃ   |          |
| Mũi       | Mũi           | m       | n         | ɲ   | ŋ        |
| Rung      | Rung          |         | r         |     |          |
| Cạnh lưỡi | Cạnh lưỡi     |         | l         |     |          |
| Tiếp cận  | Tiếp cận      | w       |           | j   |          |

Chỉ một ít cụm phụ âm được ghi nhận (nếu loạt âm tắc mũi hóa trước không được tính là cụm phụ âm) và chúng đều hoặc đi theo cấu trúc 'r+phụ âm' hoặc gấp đôi (như 'rr').
Những nguyên âm trong danh sách là: a, e, i, o, u, ʌ, ɛ, ɔ. Không rõ liệu có phải tất cả những âm trên đều là âm vị không; [ʌ] và [ɔ] ít xuất hiện.

## Từ vựng
Một số đại từ là annu "tôi", nigi "bạn, cậu, mi (số ít)". Đại từ nghi vấn ŋgayna "cái gì?", ye "ai?". Chỉ từ gồm agu "này, đây".
Số đếm từ 1-3 là:
1. kirre
2. kurro
3. ubo